# El Khabar
El Khabar (en arabe : الخبر) est un quotidien d'informations générales algérien en langue arabe. Il appartient à la SPA El Khabar. Le groupe emploie 215 personnes dont 75 journalistes.
En 2013, le journal a réalisé un tirage de 350 000 exemplaires par jour d'après l'OJD.

## Historique
El Khabar est fondé en novembre 1990 par le journaliste Omar Ourtilane, il est la propriété d'un groupe de journalistes.
Depuis 1995, El Khabar est le seul quotidien privé algérien, en association avec le quotidien El Watan, à posséder ses propres rotatives d'impression, l'une se situant à Alger, une autre se trouvant à Constantine, les deux dernières étant à Oran et Ouargla.
En 2006, El Khabar lance aussi sa propre régie publicitaire, El Khabar Pub. En 2008, El khabar s'installe dans son propre immeuble à Hydra.

## Affaire Mohamed Tamalt
En juillet 2016, Mohamed Tamalt, 42 ans, ancien correspondant du journal à Londres et qui écrivait encore des articles pour le journal, est arrêté à l'aéroport d'Alger. Condamné à deux ans de prison ferme pour « offense au président de la République » (sur ses écrits dans son blog et de sa page Facebook), il entame une grève de la faim et meurt en décembre 2016 à la section pour détenus de l'hôpital de Bab el Oued. Il est le premier journaliste à mourir en prison depuis l'indépendance de l'Algérie.

## Contenu
- Politique
- Économie
- International
- Algérie profonde
- La vie des gens
- Culture intellectuelle
- Culture artistique
- Opinion

## Crise et l'affaire de la vente du journal
Avec la chute des recettes publicitaires et la diminution du tirage, le groupe El Khabar, (le journal et sa chaine de télévision KBC), est frappé de plein fouet par la crise, fortement dépendant de la manne publicitaire publique. Le journal a décidé dans ces conditions de négocier en mars 2016 avec plusieurs hommes d’affaires pour la cession totale ou partielle du capital. Le journal a finalement parvenu à un accord avec le groupe Cevital d’Issad Rebrab. Le montant de la transaction avoisine 4 milliards de Dinars algériens, mais le gouvernement algérien conteste cette transaction qui avait fait l’objet d’une plainte du Ministère de la Communication qui demande son annulation en s’appuyant sur les articles 17 et 25 du Code de l’information,.
Le tribunal administratif de Bir Mourad Raïs a rendu, le 15 juin 2016 son jugement dans l’affaire. Sur le plan de la forme, le juge a accepté la requête du Ministère de la Communication et sur le fond, il a décidé le gel des effets de l’acte de vente. La décision du juge de geler la transaction signifie que le transfert de propriété est bloqué. Il faudra attendre que le juge de fond se prononce sur la validité de la transaction. Le jugement en matière de référé est exécutoire par provision, c’est-à-dire provisoirement.